# Bouti Sayah
Bouti Sayah ou Bouti Sayeh est une commune de la wilaya de M'Sila en Algérie.

## Géographie
La Commune se trouve à proximité de l’axe routier: RN40.
- La distance entre le chef lieu de Commune et la Wilaya de M’sila: 88 km
- La distance entre le chef lieu de Commune et la Daira de Sidi-Aissa: 28 km Vers Sbisseb.

La Commune est limitée au:
- Nord, par la Commune de: Sidi-Aissa (Wilaya de M’sila), Ain-Ouksir (Wilaya de Médéa);
- Sud, par la Commune de: Sidi-Ameur (Wilaya de M’sila);
- Ouest, par la Commune de: Sidi-Demed (Wilaya de Médéa), Birine (Wilaya de Djelfa), Aïn Feka (Wilaya de Djelfa);
- Est, par la Commune de: Ain el Hadjel (Wilaya de M’sila).

La superficie de la Commune : 715.16 km2.
| Sidi Damed (Wilaya de Médéa) | Aïn Ouksir (wilaya de Médéa), Sidi Aïssa |               |
| Birine (Wilaya de Djelfa)    | Bouti Sayeh                              | Aïn El Hadjel |
| Aïn Feka (Wilaya de Djelfa)  | Sidi Ameur                               |               |

## Population
Nombre d’habitants: 9025 hab. (RGPH 2008)

## Agglomérations
- Berrarda
- Guetfa
- Ouled Ali ben Daoud
- Ouled Yahia ben Aissa
- Ouled Rabie; Ouled Ben Alia et Mouafik
- Ouled-Ameur (Zellouf; H’ouala; Lagouaz)